# 隅田英一郎
隅田 英一郎（すみた えいいちろう、1955年 - ）は、日本の情報工学者。情報通信研究機構フェロー、アジア太平洋機械翻訳協会会長。産学官連携功労者表彰総務大臣賞、日本オープンイノベーション大賞総務大臣賞等受賞。

## 人物・経歴
北海道生まれ。東京都立新宿高等学校卒業後、1982年電気通信大学大学院電子計算機学専攻修士課程修了、日本アイ・ビー・エム東京基礎研究所研究員。1983年科学技術庁自動翻訳研究プロジェクトMuに参画。1992年国際電気通信基礎技術研究所研究員。1999年京都大学博士（工学）。2005年神戸大学大学院システム情報学研究科客員教授。2006年国際電気通信基礎技術研究所室長。2007年情報通信研究機構研究員。2012年言語処理学会副会長。2014年言語処理学会会長。2016年情報通信研究機構フェロー。2018年アジア太平洋機械翻訳協会会長。

## 受賞
- 人工知能学会研究奨励賞 1994年[6]
- 注目発明 1994年[6]
- 日本科学技術情報センター賞学術賞 1996年[1]
- アジア太平洋機械翻訳協会長尾賞 2007年[1]
- 電気通信普及財団賞 2007年[5]
- 情報処理学会喜安記念業績賞 2008年[1]
- 日本音響学会技術開発賞 2008年[5]
- 文部科学大臣表彰科学技術賞 2010年[1][7]
- 言語処理学会次大会優秀発表賞 2012年[8]
- 前島密賞 2013年[9]
- 産学官連携功労者表彰総務大臣賞 2013年[10]
- Journal of Information Processing Outstanding Paper Award（論文賞） 2013年[10]
- SNLP2013 Special Award（Emerging） 2013年[11]
- ICCA 2015 Best Paper Award 2015年[12]
- 日本オープンイノベーション大賞総務大臣賞 2021年[13]